# Karl Gebhardt
Karl Franz Gebhardt (Haag in Oberbayern, 23 novembre 1897 – Landsberg am Lech, 2 giugno 1948) è stato un generale, medico e criminale di guerra tedesco. Fu il medico personale di Heinrich Himmler ed uno dei principali coordinatori di pseudo-esperimenti medici perpetrati nei campi di concentramento di Ravensbrück e Auschwitz.

## Biografia
Gebhardt nacque ad Haag in Oberbayern. Nel 1927 intraprese gli studi di medicina a Monaco di Baviera; ottenuta l'abilitazione nel 1935 ottenne un posto come professore associato presso l'Università di Berlino, ottenendo infine nel 1937 una cattedra in medicina ortopedica. Autore dell'ipotesi di Gebhardt, si iscrisse al Partito nazista il 1º maggio 1933, e due anni più tardi alle SS, dove divenne il responsabile della clinica ortopedica di Hohenlychen, trasformandola, durante la Seconda guerra mondiale, in un ospedale per i soldati delle Waffen-SS. Nel 1938 divenne il medico personale di Heinrich Himmler; proprio per la sua vicinanza al Reichsführer delle SS raggiunse il grado di SS-Gruppenführer (Tenente generale).
Durante la guerra ordinò ed eseguì personalmente tutta una serie di esperimenti chirurgici su numerosi internati dei campi di concentramento, in particolare su donne, a Ravensbrück e Auschwitz. Fatto curioso, date le atrocità commesse in nome della purezza della razza ariana: venne nominato da Hitler presidente della Croce Rossa tedesca all'ultima ora, il 24 aprile 1945, in sostituzione di Ernst-Robert Grawitz che si era appena suicidato, con la famiglia, facendo esplodere due bombe a mano. Fu catturato, insieme ad Heinrich Himmler, il 22 maggio alla periferia del villaggio di Barnstedt, fra Bremervörde e Amburgo. Tradotto davanti al Tribunale di Norimberga, nel processo per i medici nazisti, venne ritenuto colpevole di crimini di guerra e di crimini contro l'umanità e per questo condannato a morte il 20 agosto 1947. Venne impiccato il 2 giugno 1948 nella prigione di Landsberg am Lech in Baviera.